# Xylocopa fortissima
Xylocopa fortissima är en biart som beskrevs av Cockerell 1930. Xylocopa fortissima ingår i släktet snickarbin, och familjen långtungebin. Inga underarter finns listade i Catalogue of Life.